# Vitorino Silva
Vitorino Francisco da Rocha e Silva, popularmente conhecido como Tino de Rans (Penafiel, Rans, 19 de abril de 1971) é um calceteiro, personalidade televisiva e antigo autarca português.
Foi candidato à Presidência da República Portuguesa nas eleições presidenciais de 2016, tendo obtido o sexto lugar, com 3,28% dos votos.
Foi novamente candidato à Presidência da República Portuguesa nas eleições presidenciais de 2021, tendo obtido o sétimo e último lugar, com 2,94% dos votos.

## Carreira
Em 1993, Vitorino Silva foi eleito nas listas do PS para Presidente da Junta de Freguesia de Rans (município de Penafiel), fazendo com que esta junta deixasse de ser um  "bastião" do PSD. Nas eleições autárquicas de 1997 foi reeleito para o cargo, com maioria absoluta.[carece de fontes?]
Vitorino Silva tornou-se conhecido a nível nacional em fevereiro de 1999, quando durante o 11º Congresso do PS fez um acalorado discurso que terminou com um abraço a António Guterres. Na sequência daquele episódio tornou-se numa figura mediática e no ano seguinte publicou um livro autobiográfico, prefaciado pelo Bispo D. Manuel Martins.
Em 2001 lançou o disco "Tinomania" que contém o sucesso "Pão, Pão Fiambre, Fiambre". O disco foi apresentado no Pavilhão de Feiras e Exposições em Penafiel e Tino participou no programa de entretenimento da SIC Noites Marcianas e em 2005 no reality-show da TVI Quinta das Celebridades.[carece de fontes?]
Desfiliou-se do PS e nas eleições autárquicas de 2009 concorreu como independente à Presidência da Câmara Municipal de Valongo, o município onde já residia desde meados da década de 1990. A sua lista obteve 4,96% dos votos, pelo que Tino de Rans não conseguiu ser eleito como vereador. Em 2013 regressou à televisão, participando no reality-show Big Brother VIP, exibido pela TVI.
Formalizou a sua candidatura à Presidência da República para as eleições presidenciais de 2016 em 23 de dezembro de 2015, tendo conseguido 152 mil votos, 3,28% dos eleitores votantes.
Vitorino Silva concorreu à Câmara Municipal de Penafiel nas eleições autárquicas de 2017 pelo movimento "Penafiel é Top". Conseguindo apenas 6,22% dos votos (2.808).[carece de fontes?]
Vitorino Silva entregou em 4 de fevereiro de 2019 no Tribunal Constitucional cerca de onze mil assinaturas para formalizar o partido RIR - Reagir, Incluir, Reciclar. Em 30 de Maio de 2019, O Tribunal Constitucional considerou verificada a legalidade da constituição e decide deferir o pedido de inscrição, no registo próprio existente no tribunal do partido político. A oficialização do partido foi requerida por 10.688 cidadãos eleitores, mas foram validadas as subscrições de 7.613 cidadãos eleitores. Não foi eleito nas eleições de 6 de outubro de 2019, mas o partido teve votos em 275 dos 308 concelhos do país.
Vitorino concorreu às eleições presidenciais de 2021, tendo recebido muito mais mediatismo do que nos anos anteriores. Marcou presença em debates contra todos os outros concorrentes. Ganhou notoriedade pelo debate que teve com o candidato de extrema-direita André Ventura ao, no final do debate, entregar-lhe seixos apanhados do mar e fazendo uma comparação. Vitorino Silva comparou os seixos de todas as cores aos multiculturalismo histórico que se vive em Portugal, dizendo que “como o mar traz pedras de todas as cores, Portugal também tem portugueses de todas as cores” e que se fosse eleito “seria presidente de todos os portugueses”, frase que fez ecoar ao longo da sua campanha, ao contrário do seu rival que pretende segregar a população.[carece de fontes?]
Nas eleições autárquicas de 2021, o RIR e o PS formalizaram uma coligação em Penafiel, com Vitorino no segundo lugar da lista. Apesar da derrota da lista para a coligação PSD-CDS, Vitorino foi eleito vereador, sem pelouros, tomando posse a 23 de novembro de 2021 como Vereador.
Nas eleições legislativas de 2022, Vitorino Silva foi cabeça de Lista do RIR pelo Distrito do Porto.
Em março de 2021 começou a fazer livestreams na plataforma Twitch, patrocinado pela marca de gaming Razer. Foi elogiado pelo CEO da Razer, Min-Liang Tan, que afirmou que Vitorino era “um candidato presencial como bom gosto em videojogos”.
Em maio de 2022 demitiu-se da direção do partido, sendo sucedido por Márcia Henriques.

## Televisão
| Ano  | Projeto                  | Papel       | Notas                   | Canal |
| ---- | ------------------------ | ----------- | ----------------------- | ----- |
| 2005 | Quinta das Celebridades  | Ele próprio | Concorrente             | TVI   |
| 2011 | Último A Sair            | Ele próprio | Participação            | RTP1  |
| 2013 | Big Brother VIP          | Ele próprio | Concorrente             | TVI   |
| 2021 | A Máscara (3ª Temporada) | Orangotango | Concorrente (Ep.1 ao 3) | SIC   |
| 2023 | Vale Tudo                | Ele próprio | Concorrente             | SIC   |
| 2024 | Era Uma Vez na Quinta    | Ele próprio | Comentador              | SIC   |

## Obras publicadas
- De Palanque em Palanque (autobiografia; edição de autor, 2005)[18]
- Há Pressa... - Um jornal da mesinha de cabeceira e de estante (coordenação; Maiadouro, 2011)[18]
- A... Corda pr'á vida (edição de autor, 2019) - lançado em Nova Iorque, com um exemplar doado à Biblioteca Pública de Nova Iorque[18]

## Resultados eleitorais
Aqui está uma lista dos resultados eleitorais de Vitorino Silva.

### Eleições presidenciais
| Data | Partidos apoiantes | 1ª Volta | 1ª Volta | 1ª Volta      | 1ª Volta | 2ª Volta | 2ª Volta | 2ª Volta | 2ª Volta | Status     |
| Data | Partidos apoiantes | Cl.      | Votos    | %             | +/-      | Cl.      | Votos    | %        | +/-      | Status     |
| ---- | ------------------ | -------- | -------- | ------------- | -------- | -------- | -------- | -------- | -------- | ---------- |
| 2016 | Independente       | 6.º      | 152 374  | 3,28 / 100,00 |          |          |          |          |          | Não eleito |
| 2021 | RIR                | 7.º      | 123 031  | 2,95 / 100,00 | 0,33     |          |          |          |          | Não eleito |

### Eleições autárquicas

#### Câmara Municipal
| Data | Partido  | Partido           | Concelho   | Posição    | Cl.   | Votos         | %              | Status     | Notas |
| ---- | -------- | ----------------- | ---------- | ---------- | ----- | ------------- | -------------- | ---------- | ----- |
| 2009 |          | Grupo de Cidadãos | Valongo    | 1.º (em 9) | 4.º   | 2 328         | 4,96 / 100,00  | Não eleito |       |
| 2017 | Penafiel | Grupo de Cidadãos | 1.º (em 9) | 3.º        | 2 808 | 6,22 / 100,00 | Não eleito     |            |       |
| 2021 | Penafiel |                   | PS.RIR     | 2.º (em 9) | 2.º   | 13 506        | 30,93 / 100,00 | Eleito     |       |

#### Assembleia de Freguesia
| Data | Partido    | Partido | Concelho | Freguesia | Posição    | Cl. | Votos          | %              | Status                           | Notas                            |
| ---- | ---------- | ------- | -------- | --------- | ---------- | --- | -------------- | -------------- | -------------------------------- | -------------------------------- |
| 1993 |            | PS      | Penafiel | Rans      | 1.º (em 9) | 1.º | 575            | 62,57 / 100,00 | Eleito                           | Presidente da Junta de Freguesia |
| 1997 | 1.º (em 9) | PS      | Penafiel | Rans      | 1.º        | 798 | 71,57 / 100,00 | Eleito         | Presidente da Junta de Freguesia |                                  |

### Eleições legislativas
| Data | Partido     | Partido | Circulo eleitoral | Posição     | Cl.   | Votos         | %             | +/-        | Status            | Notas             |
| ---- | ----------- | ------- | ----------------- | ----------- | ----- | ------------- | ------------- | ---------- | ----------------- | ----------------- |
| 2019 |             | RIR     | Porto             | 1.º (em 40) | 8.º   | 10 545        | 1,13 / 100,00 |            | Não eleito        | Presidente do RIR |
| 2022 | 1.º (em 40) | RIR     | Porto             | 10.º        | 7 212 | 0,73 / 100,00 | 0,40          | Não eleito | Presidente do RIR |                   |
| 2024 | 1.º (em 40) | RIR     | Porto             | 10.º        | 9 163 | 0,82 / 100,00 | 0,09          | Não eleito |                   |                   |

### Eleições europeias
| Data | Partido | Partido | Posição     | Cl.  | Votos | %             | +/- | Status     | Notas |
| ---- | ------- | ------- | ----------- | ---- | ----- | ------------- | --- | ---------- | ----- |
| 2024 |         | RIR     | 2.º (em 21) | 12.º | 6 407 | 0,16 / 100,00 |     | Não eleito |       |